# 부안군 (1988년 선거구)
부안군은 대한민국의 옛 국회의원 선거구이다. 당시 전라북도 부안군 지역을 관할했다.

## 역사
제13대 국회의원 선거를 앞두고 부안군·김제군 선거구에서 분리되면서 신설되었다.
제16대 국회의원 선거를 앞두고 고창군 선거구와 통합되면서 고창군·부안군 선거구를 이루게 됨에 따라 폐지되었다.

## 역대 국회의원
| 선거   | 정당 | 정당           | 의원   |
| ------ | ---- | -------------- | ------ |
| 1988년 |      | 평화민주당     | 이희천 |
| 1992년 |      | 민주당         | 이희천 |
| 1996년 |      | 새정치국민회의 | 김진배 |

## 역대 선거 결과

### 대한민국 제13대 국회의원 선거
|  | 63.73% |

|  | 31.13% |

|  | 1.91% |

|  | 1.82% |

|  | 1.38% |

### 대한민국 제14대 국회의원 선거
|  | 46.23% |

|  | 42.33% |

|  | 9.13% |

|  | 1.10% |

|  | 0.74% |

|  | 0.44% |

### 대한민국 제15대 국회의원 선거
|  | 53.04% |

|  | 39.34% |

|  | 3.43% |

|  | 1.78% |

|  | 1.63% |

|  | 0.74% |